# Distretto della Broye
Il distretto della Broye è un distretto del Canton Friburgo, in Svizzera. Fa parte dell'omonima regione. Confina con i distretti di See a est, di Sarine a sud-est e di Glâne a sud, con il Canton Vaud (distretti di Payerne a sud, di Moudon a sud-ovest, di Yverdon a ovest, di Grandson a nord-ovest e di Avenches a nord-est) e con il Canton Neuchâtel (distretti di Boudry e di Neuchâtel) a nord-ovest. Il capoluogo è Estavayer. Comprende una parte del lago di Neuchâtel.
Prende il nome dal fiume Broye che lo attraversa.
Amministrativamente è diviso in 18 comuni:
- Belmont-Broye
- Châtillon
- Cheyres-Châbles
- Cugy
- Delley-Portalban
- Estavayer
- Fétigny
- Gletterens
- Les Montets
- Lully
- Ménières
- Montagny
- Nuvilly
- Prévondavaux
- Saint-Aubin
- Sévaz
- Surpierre
- Vallon

## Divisioni
- 1801: Font-Châbles-Châtillon → Bollion, Châbles, Châtillon, Font
- 1804: Aumont → Aumont, Granges-de-Vesin
- 1815: Surpierre → Praratoud, Surpierre
- 1816: Murist-La Molière → La Vounaise, Montborget, Murist

## Fusioni
- 1831: Grandsivaz, Mannens → Mannens-Grandsivaz
- 1981: La Vounaise, Montborget, Murist → Murist
- 1991: Les Friques, Saint-Aubin → Saint-Aubin
- 1992: Franex, Murist  → Murist
- 1994: Chandon, Léchelles → Léchelles
- 2000: Montagny-la-Ville, Montagny-les-Monts → Montagny
- 2004: Aumont, Frasses, Granges-de-Vesin, Montet → Les Montets
- 2004: Mannens-Grandsivaz, Montagny → Montagny
- 2005: Cugy, Vesin → Cugy
- 2005: Chapelle, Cheiry → Cheiry
- 2005: Delley, Portalban → Delley-Portalban
- 2005: Praratoud, Surpierre → Surpierre
- 2006: Autavaux, Forel, Montbrelloz → Vernay
- 2006: Bollion, Lully, Seiry → Lully
- 2012: Estavayer-le-Lac, Font → Estavayer-le-Lac
- 2016: Domdidier, Dompierre, Léchelles, Russy → Belmont-Broye
- 2017: Bussy, Estavayer-le-Lac, Morens, Murist, Rueyres-les-Prés, Vernay, Vuissens → Estavayer
- 2017: Châbles, Cheyres → Cheyres-Châbles
- 2017: Surpierre, Villeneuve → Surpierre
- 2021: Cheiry, Surpierre → Surpierre